# Joan Sifre Martínez
Joan Sifre Martínez (Alzira, 1949) és un sindicalista valencià, secretari general de Comissions Obreres del País Valencià (CCOO-PV) entre 1996 i 2009.
Llicenciat en Filosofia i Lletres per la Universitat de València, comença la seua carrera sindical a partir de l'any 1976 quan es acomiadat de la seua empresa de la construcció arran d'una vaga general. S'afilia a CCOO, sindicat que va liderar després d'un congrés amb diverses divisions internes. Durant el seu mandat va signar diversos acords amb la patronal com amb els diversos governs de la Generalitat Valenciana, encapçalats pel Partit Popular.